# أبو ذر عزام
أبو ذر عزام، المعروف أيضًا باسم أبي ذر البورمي أو أبي ذر الباكستاني مسلم من عرق الروهينجيا وعضو بارز في الحركة الإسلامية في أوزبكستان.

## سيرته
عمل أبو ذر الجماعة الفاروقية في كراتشي في عام 2004 ثم انضم إلى حركة التمرد في المناطق القبلية الخاضعة للإدارة الاتحادية، كما إنه عضو بارز في الحزب الإسلامي التركستاني، وفي حركة طالبان باكستان والحركة الإسلامية في أوزبكستان.
كان في السابق المتحدث باسم الحركة الإسلامية في أوزبكستان وعضو سابق في تنظيم الدولة الإسلامية في العراق والشام.
يهتم أبو ذر باضطهاد مسلمي الروهينجا، حيث كان داعمًا للتمرد في ولاية راخين في 2012، كما أشاد بتفجير ماراثون بوسطن وهنأ منفذيه.

## وصلات خارجية
- أبو ذرالبورمي.